# (17364) 1978 VR10
1978 في أر 10 (ويعرف أيضًا باسم (17364) 1978 في أر 10 وفق تسمية الكوكب الصغير) (بالإنجليزية: 1978 VR10)‏ هو كويكب ضمن حزام الكويكبات؛ وترتيبه 17364 من حيث الاكتشاف.
اكتُشف هذا الجُرم الفلكي بواسطة اليانور إف. هيلين في 7 نوفمبر 1978.

## وصلات خارجية
- (17364) 1978 VR10 في قاعدة بيانات مختبر الدفع النفاث لأجرام النظام الشمسي الصغيرة

- الاكتشاف · مخطط المدار ·  العناصر المدارية · المعلمات المادية

- (17364) 1978 VR10 على موقع ويكي سكاي: DSS2, SDSS, GALEX, IRAS, Hydrogen α, X-Ray, Astrophoto, Sky Map, Articles and images